# Лучак Емілія Володимирівна
Емілія (Міля) Володимирівна Лучак (Горбачек) (нар. 1 серпня 1937, Військо) — українська поетеса. Член Національної спілки письменників України (з 2002).

## Біографія
Народилася у с. Військо Перемишльського повіту (Польща). Закінчила Варшавський університет та Вищі курси при Київському педінституті післядипломної освіти. Працювала вчителькою, потім методисткою української мови. Мешкає у Перемишлі (Польща).

## Творчий доробок
Авторка книжок «Любов і мир», «Дітям», «Ти ще повернешся до мене, сину», «Нехай прийде царство твоє», «Апокаліпсис, або ознаки кінця світу».
Окремі видання:
- Лучак М. Вірші // Гомін. Літературна антологія. — Варшава: Укр. сусп.-культ. вид-во, 1964. — С.253.
- Лучак Міля Зберу усю злобу землі // Світовид. — 1995. — Ч. 4 (21). — С. 44-47.